# フェッセンデン・スクール

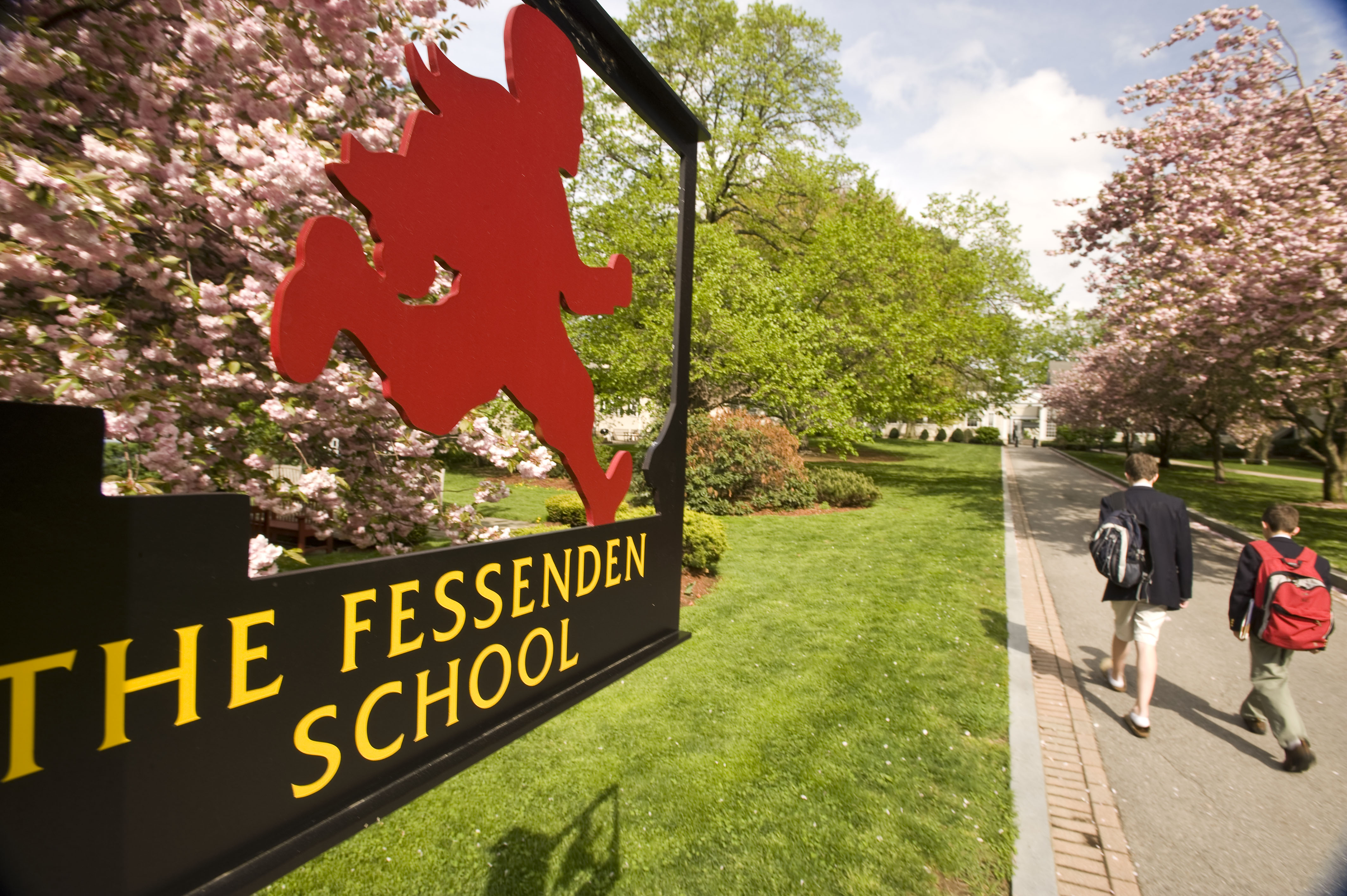

フェッセンデン・スクール（英語：The Fessenden School）は、アメリカ合衆国マサチューセッツ州ウェストニュートンに位置するアメリカ合衆国の男子校である。1903年に設立された。敷地面積は4１エーカー。　マスコットは熊、別名: Fessy Bear。
アメリカ最古の全寮制男子私立校である。現在、幼稚園から九年生までが学んでおり現在は全寮制ではなく、寮生と通いの生徒に分けられる。高い学力を保持し、フィリップス・アカデミー、フィリップス・エクセター・アカデミー、セント・ポールズ・スクール、チョート・ローズマリー・ホールなど、寄宿制私立高等学校（いわゆる「プレップ・スクール」）の中で「10スクール（The 10 Schools）」と言われる名門校へ毎年多くの生徒を輩出している。

## 概要
長い伝統を持ち、ジュニアボーディング・スクールとして、著名な学校である。創設者フレデリックフェッセンデンと、エマハートフェッセンデンにより、フィリップス・エクセター・アカデミーへの付属校として設立された。学問だけでなく、マナーや道徳的基礎も説いている。基本理念は”Honesty, Compassion and Respect”(正直さ、思いやり、尊敬)。伝統的なライバル校はマサチューセッツ州のイーグルブルック スクールである。

## 歴史

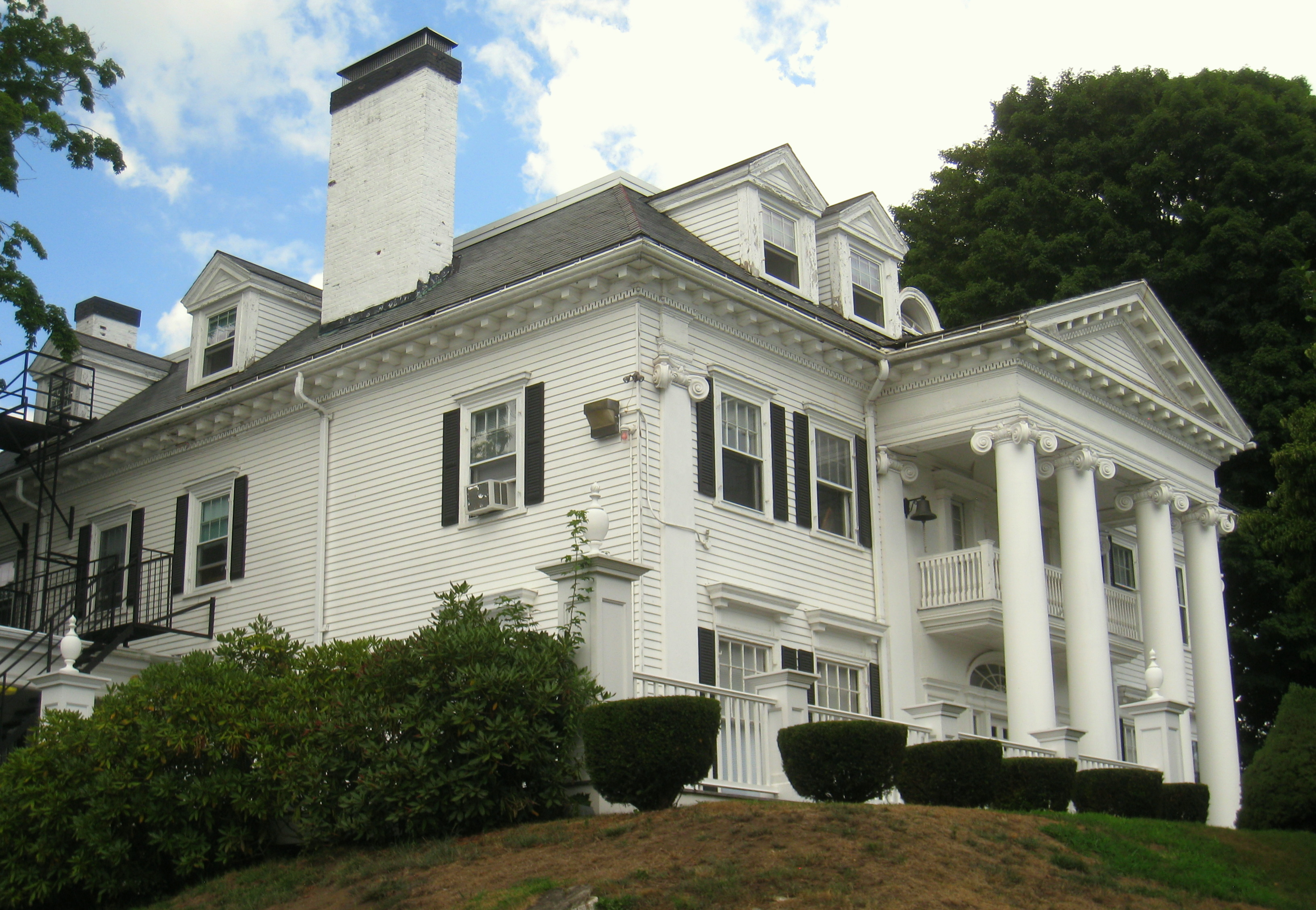
創立当時の校舎

1903年に全寮制男子校としてフェッセンデンスクールを創立。創立当時の校舎は一軒の建物であった。当時の校舎は現在、1階はアドミッションオフィス、2階、3階は生徒寮となっている。このとき生徒は11人おり学問、スポーツ以外にもマナー、生活習慣なども教え全人教育という教育法の礎を築いた。1935年には、国際的に高い評価を得て、世界中から学生を集めハートフェッセンデンの下で繁栄しトップジュニア寄宿学校としている。　ニューイングランドおよび米国全土独立高等学校は、アメリカ合衆国で最高レベル高校への厳格な、事前準備「フィーダー」学校である。 

## 著名な卒業生
- ハワード・ヒューズ（実業家・映画製作者・飛行家）
- エドワード・ケネディ（政治家）
- ウィリアム・スクラントン（政治家）
- ジョン・フォーブズ・ケリー（政治家）
- クリストファー・ロイド（俳優）
- ジェームズ・フランシスカス（俳優）
- クリス・ティルマン （野球選手）